# Przyfabryczne obozy pracy w Kielcach
Przyfabryczne obozy pracy w Kielcach – trzy niemieckie obozy pracy przymusowej dla Żydów, istniejące w Kielcach przy fabrykach „Hasag-Granat” i „Henryków” oraz hucie „Ludwików” w latach 1942–1944.

## Historia
Obóz pracy przy fabryce „Hasag-Granat” (ul. Karczówkowska) został założony 2 września 1942. Przebywali w nim Żydzi posiadający obywatelstwo polskie. Byli oni zatrudniani głównie przy pracach wyładunkowych. Wynagrodzeniem były miska zupy i 30 dag chleba. Zygfryd Lamcha wspominał, że polscy robotnicy pracujący w fabryce, pomimo trudnych warunków i własnych problemów, często dostarczali Żydom żywność. Obóz otoczony był drutem kolczastym, pilnowały go oddziały wartownicze. Niemcy rozstrzelali w nim 25 osób, trzy zmarły z wycieńczenia. Obóz został zlikwidowany 20 sierpnia 1944 roku. Robotników przewieziono do obozów pracy w Częstochowie, Auschwitz i Buchenwald.
Drugi z obozów mieścił się przy fabryce „Henryków” (ul. Młynarska 133). Powstał w czerwcu 1943 roku, przebywali w nim Żydzi z Polski, Austrii, Czechosłowacji i Niemiec. W obozie zatrudnionych było przeciętnie 400 osób, wytwarzających drewniane części do wozów taborowych „Pleskau” i „Fuhrman”. Ponadto więźniowie wykorzystywani byli do wyładunku. Za swoją pracę nie otrzymywali wynagrodzenia, zaś warunki ich bytu były bardzo złe. Na terenie obozu powieszono kilkadziesiąt osób, zastrzelono ok. 150. Ok. 20 Żydów, przeczuwając ofensywę wojsk radzieckich, zbiegło do pobliskich lasów. Większość uciekinierów Niemcy zabili, przeżyła nieliczna grupa. Obóz został zlikwidowany 1 sierpnia 1944 roku.
Obóz istniejący przy hucie „Ludwików” został założony 1 czerwca 1943 roku. Mieścił się przy torach kolejowych, przebywali w nim Żydzi z Polski i innych krajów – Austrii, Czechosłowacji, Niemiec. Byli to najczęściej specjaliści z branży metalowej oraz zespoły wyładunkowe. Nadzorcą grupy był Szmul Białystok. Więźniowie zatrudnieni byli w odlewni żelaza. Obóz został zlikwidowany w sierpniu 1944 roku, pozostałe osoby przewieziono do Auschwitz. M. Feferman-Wasoff następująco wspominała pobyt w obozie:

Nowy barak pachniał świeżo ściętą sosną. Był duży i przestronny, z dwoma rzędami piętrowych łóżek. Dwadzieścia małżeństw zajęło jeden narożnik dla zabezpieczenia sobie nieco intymności. Balbina Kołatacz i Berek Szulman zajęli kuchnię i przyrządzali końskie mięso, kaszę i soczewicę w smaczną potrawę. Balbina była małą kobietą o dużym, ciepłym uśmiechu. Chodźcie chłopcy – mówiła ze współczuciem – bierzcie dodatkową porcję i pozostańcie w formie. Przeżyjemy tę wojnę [...]. Szmul Białystok był zgodnym, prostym człowiekiem, wysoki, żylasty i beztroski. Wywierał silne wrażenie, posiadał złote serce i był bardzo lubiany w obozie. Szmul nienawidził martwić się i zawsze był gotowy do uśmiechu – myśl pozytywnie bracie, zawsze pozytywnie [...]. Mimo że życie w obozie było poddane surowej dyscyplinie, nie było katastrofalne. Wielu zdesperowanych Żydów z różnych ukryć prześlizgiwało się do naszego obozu [...]. Dr Reitter, jedyny lekarz pozostawiony przy życiu, leczył chorych nie zgłaszając tego [...]. Mieszkańcy obozu stworzyli komitet, który przesyłał przez zaprzyjaźnionych Polaków pieniądze dla naszych ludzi w Pionkach.